# ヤマハ・MT-03
MT-03（エムティーゼロスリー）とは、かつてヤマハ発動機の子会社であるヤマハモーターイタリアが主にヨーロッパ市場に向けて生産していた輸出用のオートバイである。

## 概要
2005年、パリショーなどで各媒体に向け発表したコンセプトモデルでヤマハ・MT-01の「鼓動」を踏襲し、その名が示すように大型単気筒らしい鼓動感をビッグシングルで楽しめる「ロードスター・モタード」をキーワードとして開発が行われた。
XT660R/Xに搭載される水冷4ストロークSOHC単気筒4バルブFI採用エンジンを基本としつつも、クルーザーでは得られない軽快なスポーツ性を失わないためにセラミックメッキシリンダーや鍛造ピストン、⌀40 mmのダウンドラフト型インジェクションといったスポーツ車と同様の技術を投入し、吸排気系統やクランクといった構成部品の90 %にのぼる部品が新設計され、ネイキッドバイクに搭載されるエンジンとしては異例の最高出力を6,000 rpmで発生させる個性的なエンジンに生まれ変わった。